# Customer Premises Equipment
У телекомуникацијама, CPE  (енг. Customer Premisses Equipment или Customer-Provided Equipment) подразумева сваки терминал и припадајућу опрему која се налази у просторијама претплатника и повезана је са телекомуникационим кругом оператера на тачки разграничења (енг. demarc). Разграничење је тачка успостављена у згради или комплексу  за одвајање опреме корисника од опреме која се налази у дистрибутивној инфраструктури или у централној канцеларији провајдера комуникационих услуга.
CPE се обично односи на уређаје попут телефона, рутера, мрежних свичева, кућних приступника (енг. Residental Gateway), сет-топ бокс рисивера, адаптера за кућно умрежавање и приступника који потрошачима омогућавају приступ услугама провајдера и дистрибуцију у домаћинству или предузећу са локалном мрежом (LAN).
CPE може бити активна опрема, као она изнад поменута, или пасивна опрема као што су аналогни телефонски адаптери (ATA) или xDSL разделници. У категорију CPE уређаја не спадају телефонске говорнице као ни  заштитна опрема од превеликог напона. Додатне врсте материјала  које су неопходне за успостављање телекомуникацијске услуге, али нису дефинисане као опрема, као што су  кабловски пакети и адаптери називају се CPE  периферним уређајима.
CPE се може односити на уређаје које је купио претплатник или на оне које пружа оператер или провајдер услуга.

## Историја
Под монополом компаније Bell System  у Сједињеним Америчким Државама (под законом о комуникацијама из 1934. године), Bell System је поседовао све телефоне и није било могуће повезати приватне уређаје  на мрежу или станични уређај. Телефони су били смештени у просторијама купаца, и одатле сама  фраза опрема у просторијама купца. У америчкој Федералној комисији за комуникације (енг.  Federal Communications Commission FCC) доноси се одлука да телекомуникацијски оператери више не могу везати CPE са телекомуникацијском услугом, раздвајајући тржишну снагу телекомуникацијских услуга  од  CPE тржишта, што је довело до стварања конкурентног CPE тржишта.
Постепеним распадом Bell -овог монопола, долази се до тренутка када опрема која није у власништву Bell-а бива повезана на мрежу, и опрема у просторијама купаца постаје све више и више у власништву купаца. Касније, претплатницима је била допуштена куповина телефона - дакле, долази се до опреме коју обезбеђује купац.
У телевизијској индустрији многи оператери и провајдери услуга  нуде претплатницима сет-топ бокс уређаје са којима ће добијати  видео услуге, уз месечну надокнаду. Како су  се понуде развијале тако су оне укључивале више услуга и оператери су све више пружали потрошачима могућност изнајмљивања или куповину додатних уређаја попут модема, интернет приступника  и видео екстендера који им омогућавају  приступ већем броју услуга.

## Развој технологије

### Хибридни уређаји
Растом броја оператера који нуде вишеструки број услуга, нудећи услуге троструког или четвороструког репродуковања, захтеван  је развој хибридног CPE-а како би претплатницима олакшао приступ гласовним, видео и податковним услугама. Развој ове технологије предводили су оператери Pay TV-а тражећи начин за испоруку видео услуга путем традиционалних емитираних и broadband  IP  мрежа. Шпанска Telefonica први је оператер  који је  2003. покренуо услугу хибридног broadcast-a и broadband телевизије са својом Movistar TV DTT / IPTV  понудом, док је пољски сателитски оператер 'n' био први који је својим претплатницима понудио услугу емитирања three-way hybrid broadcast  и broadband ТВ услуге, која је покренута 2009. године

Set-back box

Појам Set-back box користи се у индустрији дигиталне телевизије за опис дела потрошачког хардвера који им омогућује приступ линеарном broadcast-у и  видео садржајима на интернету, плус распон интерактивних услуга попут Електронски програмски водичи (енг. Electronic program guide EPG), Плаћање по прегледу (енг. Pay Per View PPV) и видео на захтев (енг. Video on demand VOD), као и претраживање на интернету. За разлику од стандардних сет-топ бокс уређаја, који се налазе на врху или испод ТВ-а,  Set-back box је мањег облика и  омогућава његово постављање на позадински део телевизора са равним екраном, сакривајући га.

### Кућни приступник
Кућни приступник (енг. Residential Gateway) је мрежни уређај који се користи за повезивање уређаја у кући са интернетом или WAN -ом(Wide Area Network). То је израз који се користи за покривање вишенаменских мрежних уређаја  који се користе у кућама, а који могу комбиновати DSL модем или кабловски модем, мрежни свич, рутер и бежичну приступну тачку. У прошлости су такве функције пружали засебни уређаји, али последњих година технолошка конвергенција омогућила је спајање више функција у један уређај.
Telecom Italia одабрао је један од првих кућних приступних уређаја који је покренут како би омогућио оператеру да нуди услуге троструке игре 2002. године. Заједно са SIP VoIP слушалицом за упућивање гласовних позива, претплатницима је омогућио приступ гласовним, видео и податковним услугама путем симетричне везе ADSL fiber од 10 MB.

### Виртуелни приступник
Концепт виртуелног приступног уређаја (енг. Virtual Gateway) омогућује потрошачима приступ видео и податковним услугама и њихову дистрибуцију по кућама помоћу софтвера, а не хардвера. Први виртуални приступник представљен  је 2010. Године од стране  Advanced Digital Broadcast  компаније на изложби IBC у Амстердаму. ADB-ов виртуелни приступник користи софтвер који је заснован  на отвореним стандардима, укључујући DLNA кућно умрежавање и DTCP-IP стандард, како би осигурао да свом садржају могу приступити само сигурни CE уређаји.

## Широкопојасне мреже
Претплатничка јединица или SU je широкопојаснa мрежа (енг. broadband) која се користи у пословном или стамбеном месту за повезивање са приступном тачком за слање/примање података велике брзине ожиченим или бежичним путем. Уређаји који се обично називају претплатничком јединицом укључују модеме, адаптере за кућну мрежу,  мобилне телефоне и друго.

## WAN
CPE се такође може односити на било које  уређаје који завршавају WAN круг, као што је ISDN, E-носач / T-носач, DSL или MAN Ethernet . То укључује и   било који хардвер у власништву купца на веб страни купца: рутер, firewall, мрежни свич, PBXs, VoIP приступник, понекад CSU / DSU и модем.
Подручја примене
- Connected home
- Pay TV
- Врхунске видео услуге
- Broadband
- Говор преко IP-а

- Фиксно-мобилна конвергенција [FMC]

## Остале намене
- Станични оператери се понекад могу интерно односити на мобилне телефоне које је купац купио без субвенције или од треће стране као " опрема коју обезбеђује купац".
- Такође је приметно да потпуно име домена и PTR запис DSL-a и кабловских водова повезаних са кућом често садрже ' cpe '.